# Garrigàs
Garrigàs è un comune spagnolo di 310 abitanti situato nella comunità autonoma della Catalogna.